# 120285 Brentbos
120285 Brentbos este o planetă minoră (asteroid) din centura de asteroizi. A fost descoperită pe 22 aprilie 2004 la Catalina Station⁠(d) de Catalina Sky Survey. 
Obiectul prezintă o orbită caracterizată de o semiaxă mare de 2,6063526555105 UAi, o excentricitate de 0,13, o înclinație de 15,6 ° în raport cu ecliptica.